# Аликін Павло Павлович
Павло Павлович Аликін (нар. 6 березня 1984, Перм, СРСР) — російський футболіст, захисник клубу «Уфа».

## Життєпис
З 2011-го року є гравцем «ФК Уфа». З 2014 року став капітаном команди. Свій перший виступ у РФПЛ провів у 2015-у році за «ФК Амкар»